# Solieria argenticeps
Solieria argenticeps là một loài ruồi trong họ Tachinidae.